# Arquidiocese de Iucatã
A Arquidiocese de Iucatã ou Arquidiocese de Yucatán (Archidioecesis Yucatanensis) é uma circunscrição eclesiástica da Igreja Católica localizada na cidade de Mérida, capital de Iucatã. Foi fundada em 27 de janeiro de 1518, através da bula "Sacri apostolatus ministerio", do Papa Leão X. Foi elevada à arquidiocese em 1906 pelo Papa Pio X.

## História
Yucatán foi a primeira região do território mexicano a encontrar o Cristianismo no século XVI; foi lá que a primeira Missa Católica Romana foi celebrada. Diz-se que em 1517 Francisco Hernández de Córdoba, o descobridor e explorador da região, fundou a primeira paróquia. Papa Leão X, acreditando que a terra recém-descoberta era uma ilha, pela bula papal Sacri apostolatus ministerio, datada de 27 de janeiro de 1518, criou a Diocese de Yucatán, sob o nome de Carolense e a colocou sob a proteção de Nossa Senhora dos Remédios (Santa Maria de los Remedios). Quando se soube que Yucatán fazia parte do continente que Hernán Cortés estava conquistando, Papa Clemente VII fez certas modificações, e frade dominicano Julián Garcés, foi transferido de seu cargo de Bispo de Yucatán para o de Bispo de Tlaxcala (agora a Arquidiocese de Puebla de los Angeles) quando chegou ao México, pois os espanhóis haviam abandonado a conquista de Yucatán por esta nova terra. O primeiro bispo residente foi Francisco Toral, um frade franciscano, que tomou posse em 15 de agosto de 1562, um ano após sua nomeação; ele auxiliou no primeiro e segundo Conselhos Provinciais mexicanos. Marcos de Torres y Rueda, o 12º bispo (1647), devido a dissensões entre Juan de Palafox y Mendoza, Bispo de Puebla, e  Vice-rei García Sarmiento de Sotomayor, 2º conde de Salvatierra, foi nomeado vice-rei da Nova Espanha e assumiu o cargo em 13 de maio 1648; ele morreu na capital, em 22 de abril de 1649. Juan Gómez de Parada, o 20º bispo, governou as dioceses de Yucatán, Guatemala e Guadalajara com grande sucesso. Seu sucessor, Ignacio Castorena y Ursúa, foi o fundador do primeiro jornal publicado no México. José María Guerra, 35º bispo (m. 1863), viveu durante a famosa Guerra de Castas, que arruinou quase todo o Yucatán. Foi a pedido de Leandro Rodríguez de la Gala, seu sucessor, que a nova Sé de Tabasco foi formada a partir de paróquias retiradas da Diocese de Yucatán. A Província e Vicariato de Petén, situada na Guatemala, que eclesiasticamente pertencia a Yucatán, tornou-se parte da Sé da Guatemala. Acreditando que a colônia de Belize era sua dependência,o bispo enviou missionários para lá em 1864; esta terra, no entanto, estava sob a administração de padres enviados do Vicariato Apostólico da Jamaica desde 1837. A Diocese de Yucatán foi sufragânea do México até 1891, quando se tornou sufragânea da recém-criada Arquidiocese de Oaxaca. Em 1895, a nova Sé de Campeche foi criada a partir de paróquias tomadas de Yucatán, às quais foi adicionado todo o território de Quintana Roo.

## Bispos
| #                        | Nome                                                          | Período     | Notas                                  |
| Arcebispos               | Arcebispos                                                    | Arcebispos  | Arcebispos                             |
| ------------------------ | ------------------------------------------------------------- | ----------- | -------------------------------------- |
| 5º                       | Gustavo Rodriguez Vega                                        | 2015-       | Atual                                  |
| 4º                       | Emilio Carlos Berlie Belaunzarán                              | 1995-2015   |                                        |
| 3º                       | Manuel Castro Ruiz †                                          | 1969-1995   |                                        |
| 2º                       | Ferdinando Ruiz y Solózarno †                                 | 1944-1969   |                                        |
| 1º                       | Martín Tritschler y Córdoba †                                 | 1906-1942   |                                        |
| Bispos                   |                                                               |             |                                        |
| 34º                      | Martín Tritschler y Córdoba †                                 | 1900-1906   |                                        |
| 33º                      | José Guadalupe de Jesús Alva y Franco, O.F.M. †               | 1898-1899   | Nomeado Bispo de Zacatecas             |
| 32º                      | Crescencio Carrillo y Ancona †                                | b 1887-1897 |                                        |
| 31º                      | Leandro Rodríguez de la Gala y Enríquez †                     | 1868-1887   |                                        |
| 30º                      | José María Guerra y Rodríguez Correa †                        | 1832-1863   |                                        |
| 29º                      | Pedro Agustín Estévez y Ugarte †                              | 1797-1827   |                                        |
| 28º                      | Luis Tomás Esteban de Piña y Mazo, O.S.B. †                   | 1779-1795   |                                        |
| 27º                      | Antonio Caballero y Góngora †                                 | 1775-1778   | Nomeado Arcebispo de Bogotá            |
| 26º                      | Juan Manuel Garcia de Vargas y Ribera, O. de M. †             | 1775        |                                        |
| 25º                      | Diego Bernardo de Peredo y Navarrete †                        | 1772-1774   |                                        |
| 24º                      | Antonio Alcalde y Barriga, O.P. †                             | 1762-1772   | Nomeado Bispo de Guadalajara           |
| 23º                      | Ignacio Padilla Estrada (Guardiola), O.S.A. †                 | 1753-1760   |                                        |
| 22º                      | Juan José de Eguiara y Eguren †                               | 1752-1752   |                                        |
| 21º                      | José Francisco Martínez de Tejada y Díez de Velasco, O.F.M. † | 1745-1751   | Nomeado Bispo de Guadalajara           |
| 20º                      | Mateo de Zamora y Penagos, O.F.M. †                           | 1741-1744   |                                        |
| 19º                      | Francisco Pablo Matos y Coronado †                            | 1734-1741   | Nomeado Bispo de Michoacán             |
| 18º                      | Juan Ignacio de Castorena y Ursúa y Goyeneche †               | 1729-1733   |                                        |
| 17º                      | Juan Leandro Gómez de Parada Valdez y Mendoza †               | 1715-1729   | Nomeado Bispo de Santiago de Guatemala |
| 16º                      | Pedro Reyes de los Ríos de Lamadrid, O.S.B. †                 | 1700-1714   |                                        |
| 15º                      | Antonio de Arriaga y Agüero, O.S.A. †                         | 1697-       |                                        |
| 14º                      | Juan Cano Sandoval †                                          | 1682-1695   |                                        |
| 13º                      | Juan de Escalante Turcios y Mendoza †                         | 1680-1681   |                                        |
| 12º                      | Luís de Cifuentes y Sotomayor, O.P. †                         | 1659-1676   |                                        |
| 11º                      | Lorenzo Horta Rodríguez †                                     | 1656-1659   |                                        |
| 10º                      | Domingo (de Villaescusa) Ramírez de Arellano, O.S.H. †        | 1652-1653   |                                        |
| 9º                       | Marcos de Torres y Rueda †                                    | 1644-1649   |                                        |
| 8º                       | Andrés Fernandez de Ipenza †                                  | 1643-1643   |                                        |
| 7º                       | Juan Alonso y Ocón †                                          | 1638-1643   | Nomeado Bispo de Cusco                 |
| 6º                       | Gonzalo de Salazar, O.S.A. †                                  | 1608-1636   |                                        |
| 5º                       | Diego Vázquez de Mercado †                                    | 1603-1608   | Nomeado Arcebispo de Manila            |
| 4º                       | Juan de Izquierdo, O.F.M. Obs. †                              | 1588-1602   |                                        |
| 3º                       | Gregorio de Montalvo Olivera, O.P. †                          | 1580-1587   | Nomeado Bispo de Cusco                 |
| 2º                       | Diego de Landa, O.F.M. †                                      | 1572-1579   |                                        |
| 1º                       | Francisco del Toral, O.F.M. †                                 | 1561-1571   |                                        |
| Bispo coadjutor          |                                                               |             |                                        |
|                          | Crescencio Carrillo y Ancona                                  | 1884-1887   |                                        |
| Bispos-auxiliares        |                                                               |             |                                        |
|                          | Mario Medina Balam                                            | 2023-       | Atual                                  |
|                          | Pedro Sergio de Jesús Mena Díaz                               | 2017-       | Atual                                  |
|                          | Ramón Castro Castro                                           | 2004-2006   | Nomeado Bispo de Campeche              |
|                          | José Rafael Palma Capetillo                                   | 2004-2016   | Nomeado Bispo auxiliar de Jalapa       |
|                          | Manuel Castro Ruiz                                            | 1965-1969   | Elevado a Arcebispo                    |
|                          | Manuel José Pardio Lizama                                     | 1840-1861   |                                        |
| Administrador apostólico |                                                               |             |                                        |
|                          | Leandro Rodríguez de la Gala y Enríquez                       | 1863-1869   |                                        |